# Gái nhảy (phim)
Gái nhảy là một bộ phim Việt Nam của đạo diễn Lê Hoàng, do hãng phim Giải Phóng sản xuất năm 2003. Bộ phim mở đầu cho thời kỳ phim thương mại sau giai đoạn khủng hoảng của điện ảnh Việt Nam thập niên 1990. Gái nhảy đã đạt mức doanh thu kỷ lục 257 tỷ đồng, cao nhất của điện ảnh Việt Nam sau thời kỳ Đổi Mới (tính đế hết năm 2003).

## Diễn viên
- Mỹ Duyên: Hoa
- Minh Thư: Hạnh (diễn viên đóng thế Phạm Thúy Vi)
- Anh Vũ: Má mì
- Kiều Thanh: Sương (phần 1)
- Bằng Lăng: Ngọc
- Quang Dũng: Khang Dũng
- Thanh Hoàng
- Thanh Phương: Khách làng chơi
- Võ Hiệp
- Ánh Hồng
- Nguyễn Hoàng
- Thanh Vy
- Lân Bích
- Ánh Hoa
- Minh Nhí: Má mì (Gái nhảy 2: Lọ Lem hè phố)
- Trung Dũng

## Giải thưởng
Bộ phim đạt giải Cánh Diều Bạc năm 2002 hạng mục phim truyện nhựa cùng với hai bộ phim khác là Vua bãi rác và Của rơi.

## Thông tin thêm
Năm 2001, Lê Hoàng nhận kịch bản Trường hợp của Hạnh của biên kịch Ngụy Ngữ. Ban đầu ông định làm phim theo phong cách bán tài liệu, sau đó chuyển dần sang hướng phim xã hội. Có những ý kiến muốn lấy tên phim là Cave, nhưng đến lúc ở trong phòng dựng phim, đạo diễn Lê Hoàng mới quyết định đổi tựa đề thành Gái nhảy.
Gái nhảy được công chiếu vào dịp Tết đầu năm 2003. Báo chí và các nhà phê bình có nhiều ý kiến cho rằng bộ phim yếu kém về nghệ thuật, sử dụng các yếu tố câu khách như xã hội đen, vũ nữ, mại dâm, tình dục, ma túy... Bộ phim đã đạt doanh thu kỷ lục 13 tỷ. Sau Gái nhảy, Lê Hoàng làm tiếp phần hai của bộ phim là Lọ Lem hè phố.
Một vài thông tin khác:
- Để tái hiện cảnh vũ trường, đạo diễn huy động 200 diễn viên quần chúng, và riêng cảnh này ngốn hết 15 triệu đồng cát-xê.
- Người đóng thế nhân vật Hạnh trong phim, cảnh Hạnh trên tàu suýt bị cưỡng hiếp, phải nhảy xuống sông bơi vào bờ là kiện tướng bơi lội quốc gia Phạm Thúy Vi.